# Прескілє (кратер)
Прескілє (французькою Cratère du lac de la Presqu'île) - метеоритний кратер на території регіонального муніципалітету округу (TE) Жамезі (Jamésie) в регіоні Північ Квебеку, Канада, знаходиться приблизно за 3 км на південь від міста Chapais.
Він має 24 км в діаметрі і, за оцінками, менше ніж 500 мільйонів років (кембрійський період або раніше). Кратер видно на поверхні.